# Gallini
Gallini — триба куроподібних птахів родини фазанових (Phasianidae). Поширена у тропічній Азії та Африці. Одомашнені кури (Gallus gallus domesticus) разом з людиною поширились по всьому світі. Цей таксон був підтверджений філогенетичним аналізом куроподібних у 2021 році та прийнятий Міжнародним орнітологічним конгресом. Назва триби прийнята в «Повному контрольному списку птахів світу Говарда і Мура».

## Класифікація
Триба включає 26 видів у 7 родах.
- Бамбукова куріпка (Bambusicola) Gould, 1863 — 3 види;
- Курка (Gallus) Brisson, 1760 — 4 види;
- Лісовий турач (Peliperdix) Bonaparte, 1856 — 1 вид;
- Ortygornis Reichenbach, 1852 — 3 види;
- Турач (Francolinus) Stephens, 1819 — 3 види;
- Campocolinus Crowe et al., 2020 — 3 види;
- Scleroptila Blyth, 1852 — 9 видів.